# Xbox Live Arcade játékok listája
A szócikk az Xbox Live Arcade játékok listáját tartalmazza Xbox 360 konzolra. Minden játék rendelkezik ranglistával, ami versengésre ösztönzi a játékosokat.

## Megjelent játékok
Nemzetközi szinten jelenleg 399 játék, vagy annak előzetese érhető el. A hazai profillal 254 játék, vagy annak előzetese, kiegészítője érhető el.

## A lista
A táblázatban szereplő oszlopok magyarázata:
- Cím: a játék címe. A magyar xbox.com felületen néhány játék címe eltérhet (pl hiányzik egy The több esetben is).
- Fejlesztő: a játék fejlesztőjének/fejlesztőinek a neve.
- Megjelenés dátuma: az adott fejlesztés megjelenésének időpontja.
- Ár Microsoft pontban: a játék ellenértéke, Microsoft pontban, amit online és műszaki üzletekben lehet megvásárolni.
- Stílus: az xbox.com oldalon megjelölt kategória szerinti csoportosítás.
- Magyar profillal elérhető? nem minden játékot lehet megvásárolni hazai profillal. Különösen a régebbi játékoknál fordul elő, hogy csak amerikai/angol profillal érhetők el.

| Cím                                                                            | Fejlesztő                                                      | Megjelenés dátuma | Ár Microsoft pontban                   | Stílus                                                     | Magyar profillal elérhető? |
| ------------------------------------------------------------------------------ | -------------------------------------------------------------- | ----------------- | -------------------------------------- | ---------------------------------------------------------- | -------------------------- |
| 0 day Attack on Earth                                                          | Square Enix                                                    | 2009. 12. 23.     | 1200 pont                              | lövöldözős                                                 | igen                       |
| ’Splosion Man                                                                  | Twisted Pixel Games                                            | 2009. 07. 22.     | 800 pont                               | akció és kaland                                            | igen                       |
| 0-D Beat Drop                                                                  | Arc System Works                                               | 2009. 11. 11.     | 800 pont                               | fejtörő és műveltségi                                      | igen                       |
| 1942: Joint Strike                                                             | Backbone Entertainment/Capcom                                  | 2008. 07. 23      | 800 pont                               | akció és kaland                                            | nem                        |
| 3 on 3 NHL Arcade                                                              | EA Sports                                                      | 2009. 02. 11.     | 400 pont                               | sport és szabadidő                                         | igen                       |
| 3D Ultra Minigolf Adventures                                                   | Wanako Studios                                                 | 2007. 04. 18.     | 400 pont                               | sport és szabadidő                                         | nem                        |
| 3D Ultra Minigolf Adventures 2                                                 | Wanako Studios                                                 | 2010. 10. 27.     | 800 pont                               | sport és szabadidő                                         | igen                       |
| A Kingdom for Keflings                                                         | NinjaBee                                                       | 2008. 11. 19.     | 800 pont                               | stratégia és szimuláció                                    | igen                       |
| A World of Keflings                                                            | NinjaBee                                                       | 2010. 12. 22.     | 800 pont                               | stratégia és szimuláció                                    | igen                       |
| Aces of the Galaxy                                                             | Artech Studios                                                 | 2008. 06. 04.     | 800 pont                               | akció és kaland                                            | nem                        |
| Aegis Wing                                                                     | Carbonated Games                                               | 2007. 06. 16.     | 0 pont                                 | akció és kaland                                            | nem                        |
| After Burner Climax                                                            | Sega                                                           | 2010. 04. 21.     | 800 pont                               | lövöldözős                                                 | igen                       |
| Age of Booty                                                                   | Certain Affinity                                               | 2008. 10. 15.     | 400 pont                               | stratégia és szimuláció                                    | nem                        |
| Alien Breed Episode 1: Evolution                                               | Team 17                                                        | 2009. 12. 16.     | 800 pont                               | akció és kaland                                            | igen                       |
| Alien Breed Episode 2: Assault                                                 | Team 17                                                        | 2010. 09. 22.     | 800 pont                               | akció és kaland                                            | igen                       |
| Alien Breed Episode 3: Descent                                                 | Team 17                                                        | 2010. 11. 17.     | 800 pont                               | akció és kaland                                            | igen                       |
| Alien Hominid HD                                                               | The Behemoth                                                   | 2007. 02. 28.     | 800 pont                               | akció és kaland                                            | nem                        |
| Altered Beast                                                                  | Sega                                                           | 2009. 06. 10.     | 400 pont                               | játéktermi klasszikus                                      | igen                       |
| Ancients of Ooga                                                               | NinjaBee                                                       | 2010. 06. 30.     | 800 pont                               | akció és kaland                                            | igen                       |
| Aqua                                                                           | Games Distillery                                               | 2010. 05. 19.     | 400 pont                               | akció és kaland                                            | igen                       |
| Are You Smarter Than a 5th Grader?: Make the Grade                             | THQ                                                            | 2008. 10. 29.     | 1200 pont                              | családi                                                    | nem                        |
| Arkadian Warriors                                                              | Wanako Studios                                                 | 2007. 12. 12.     | 800 pont                               | akció és kaland                                            | nem                        |
| Arkanoid Live!                                                                 | Taito                                                          | 2009. 05. 06.     | 800 pont                               | fejtörő és műveltségi                                      | igen                       |
| Assault Heroes                                                                 | Wanako Studios                                                 | 2006. 12. 13.     | 400 pont                               | akció és kaland                                            | nem                        |
| Assault Heroes 2                                                               | Wanako Studios                                                 | 2008. 05. 14.     | 800 pont                               | akció és kaland                                            | igen                       |
| Asteroids/Asteroids Deluxe                                                     | Stainless Games/Atari                                          | 2007. 11. 28.     | 400 pont                               | játéktermi klasszikus                                      | nem                        |
| AstroPop                                                                       | PopCap Games/CTXM                                              | 2006. 03. 22.     | 800 pont                               | fejtörő és műveltségi                                      | nem                        |
| Axel & Pixel                                                                   | Silver Wish Games                                              | 2009. 10. 14.     | 800 pont                               | családi                                                    | igen                       |
| Backbreaker: Vengeance                                                         | NaturalMotion                                                  | 2011. 06. 19.     | 1200 pont                              | sport és szabadidő                                         | igen                       |
| Band of Bugs                                                                   | NinjaBee                                                       | 2007. 06. 20.     | 800 pont                               | stratégia és szimuláció                                    | nem                        |
| Bangai-O HD: Missile Fury                                                      | Treasure                                                       | 2011. 05. 04.     | 800 pont                               | lövöldözős                                                 | igen                       |
| Banjo-Kazooie                                                                  | 4J Studios/Rare                                                | 2008. 12. 03.     | 1200 pont                              | konzol klasszikus                                          | igen                       |
| Banjo-Tooie                                                                    | 4J Studios/Rare                                                | 2009. 04. 29.     | 1200 pont                              | konzol klasszikus                                          | igen                       |
| Bankshot Billiards 2                                                           | PixelStorm                                                     | 2005. 11. 22.     | 800 pont                               | kocsma sportok                                             | nem                        |
| Bastion                                                                        | Supergiant Games                                               | 2011. 07. 20.     | 1200 pont                              | szerepjáték                                                | igen                       |
| Battle: Los Angeles                                                            | Live Action Studios                                            | 2011. 03. 11.     | 800 pont                               | akció és kaland                                            | igen                       |
| Battlefield 1943                                                               | EA Digital Illusions CE                                        | 2009. 07. 08.     | 1200 pont                              | akció és kaland                                            | igen                       |
| Battlestar Galactica                                                           | Vivendi Games                                                  | 2007. 10. 24.     | 800 pont                               | akció és kaland                                            | nem                        |
| Battlezone                                                                     | Stainless Games/Atari                                          | 2008. 04. 16.     | 400 pont                               | játéktermi klasszikus                                      | nem                        |
| Beat'n Groovy                                                                  | Konami/Voltex                                                  | 2008. 10. 08.     | 800 pont                               | akció és kaland                                            | nem                        |
| Bejeweled 2                                                                    | PopCap Games/CTXM                                              | 2005. 11. 22.     | 800 pont                               | fejtörő és műveltségi                                      | nem                        |
| Bejeweled 3                                                                    | PopCap Games                                                   | 2011. 10. 19.     | 1200 pont                              | fejtörő és műveltségi                                      | igen                       |
| Bejeweled Blitz Live                                                           | PopCap Games                                                   | 2011. 02. 23.     | 800 pont                               | fejtörő és műveltségi                                      | igen                       |
| Ben 10 Alien Force: The Rise of Hex                                            | Konami                                                         | 2010. 05. 26.     | 800 pont                               | akció és kaland                                            | igen                       |
| Beyond Good & Evil HD                                                          | Ubisoft                                                        | 2011. 03. 02.     | 800 pont                               | akció és kaland                                            | igen                       |
| Bionic Commando Rearmed                                                        | GRIN/Capcom                                                    | 2008. 08. 13.     | 800 pont                               | akció és kaland                                            | nem                        |
| Bionic Commando Rearmed 2                                                      | Fatshark/Capcom                                                | 2011. 02. 02.     | 1200 pont                              | akció és kaland                                            | igen                       |
| Blacklight: Tango Down                                                         | Zombie Studios                                                 | 2010. 07. 07.     | 1200 pont                              | lövöldözős                                                 | nem                        |
| Blade Kitten                                                                   | Krome Studios                                                  | 2010. 09. 22.     | 1200 pont                              | akció és kaland                                            | igen                       |
| Blazing Birds                                                                  | Vector 2                                                       | 2009. 05. 20.     | 400 pont                               | sport játékok                                              | igen                       |
| Bliss Island                                                                   | PomPom Games/Codemasters                                       | 2008. 03. 12.     | 400 pont                               | fejtörő és műveltségi                                      | nem                        |
| BloodRayne: Betrayal                                                           | WayForward Technologies                                        | 2011. 09. 07.     | 1200 pont                              | akció és kaland, ugrálós                                   | igen                       |
| Bloody Good Time                                                               | Outerlight                                                     | 2010. 10. 28.     | 400 pont                               | akció és kaland                                            | nem                        |
| Bomberman Live                                                                 | Backbone Entertainment                                         | 2007. 07. 18.     | 800 pont                               | akció és kaland                                            | nem                        |
| Bomberman Live: Battlefest                                                     | Hudson Soft                                                    | 2010. 12. 08.     | 800 pont                               | akció és kaland                                            | igen                       |
| Boogie Bunnies                                                                 | Artech Studios                                                 | 2008. 01. 16.     | 800 pont                               | fejtörő és műveltségi                                      | igen                       |
| Boom Boom Rocket                                                               | Bizarre Creations                                              | 2007. 04. 11.     | 800 pont                               | akció és kaland                                            | nem                        |
| Boulder Dash XL                                                                | Kalypso Media                                                  | 2011. 07. 13.     | 800 pont                               | játéktermi klasszikus                                      | igen                       |
| Braid                                                                          | Number None, Inc.                                              | 2008. 08. 06.     | 800 pont                               | akció és kaland                                            | igen                       |
| Brain Challenge                                                                | Gameloft                                                       | 2008. 03. 12      | 400 pont                               | fejtörő és műveltségi                                      | igen                       |
| Breach                                                                         | Atomic Games                                                   | 2011. 01. 26.     | 1200 pont                              | lövöldözős                                                 | igen                       |
| Bubble Bobble Neo!                                                             | Taito                                                          | 2009. 09. 16.     | 800 pont                               | akció és kaland                                            | igen                       |
| Buku Sudoku                                                                    | Merscom                                                        | 2008. 05. 28.     | 800 pont                               | fejtörő és műveltségi                                      | nem                        |
| BurgerTime World Tour                                                          | Monkeypaw Games                                                | 2011. 11. 02.     | 800 pont                               | ugrálós                                                    | igen                       |
| Burnout Crash                                                                  | Criterion Games                                                | 2011. 09. 21.     | 800 pont                               | akció és kaland                                            | igen                       |
| Bust-A-Move Live!                                                              | Taito                                                          | 2009. 09. 30.     | 800 pont                               | fejtörő és műveltségi                                      | nem                        |
| Call of Duty: Classic                                                          | Infinity Ward                                                  | 2009. 12. 02.     | 1200 pont                              | konzol klasszikus                                          | igen                       |
| Carcassonne                                                                    | Sierra Online                                                  | 2007. 06. 27.     | 800 pont                               | kártya és táblás                                           | nem                        |
| Castle Crashers                                                                | The Behemoth                                                   | 2008. 08. 27.     | 1200 pont                              | akció és kaland                                            | igen                       |
| Castlevania: Harmony of Despair                                                | Konami                                                         | 2010. 08. 24.     | 1200 pont                              | akció és kaland                                            | nem                        |
| Castlevania: Symphony of the Night                                             | Konami/Digital Eclipse                                         | 2007. 03. 21.     | 800 pont                               | konzol klasszikus                                          | igen                       |
| Catan                                                                          | Big Huge Games                                                 | 2007. 05. 02.     | 800 pont                               | kártya és táblás                                           | igen                       |
| CellFactor: Psychokinetic Wars                                                 | Ubisoft                                                        | 2009. 06. 03.     | 800 pont                               | lövöldözős                                                 | igen                       |
| Centipede/Millipede                                                            | Stainless Games/Atari                                          | 2007. 05. 02.     | 400 pont                               | játéktermi klasszikus                                      | nem                        |
| Chessmaster Live                                                               | Ubisoft                                                        | 2008. 01. 30.     | 800 pont                               | kártya és táblás                                           | nem                        |
| Chime                                                                          | Valcon Games                                                   | 2010. 02. 03.     | 400 pont                               | fejtörő és műveltségi                                      | igen                       |
| Cloning Clyde                                                                  | NinjaBee                                                       | 2006. 07. 19.     | 400 pont                               | akció és kaland                                            | nem                        |
| Coffeetime Crosswords                                                          | Konami                                                         | 2008. 07. 16.     | 800 pont                               | fejtörő és műveltségi                                      | nem                        |
| Comic Jumper                                                                   | Twisted Pixel Games                                            | 2010. 10. 06.     | 800 pont                               | akció és kaland                                            | igen                       |
| Comix Zone                                                                     | Sega                                                           | 2009. 06. 10.     | 400 pont                               | konzol klasszikus                                          | igen                       |
| Command & Conquer: Red Alert 3 - Commander’s Challenge                         | Electronic Arts                                                | 2009. 09. 16.     | 800 pont                               | stratégia                                                  | nem                        |
| Commanders: Attack of the Genos                                                | Sierra Online/SouthEnd Interactive                             | 2008. 02. 13.     | 800 pont                               | stratégia és szimuláció                                    | nem                        |
| Contra                                                                         | Konami/Digital Eclipse                                         | 2006. 11. 08.     | 400 pont                               | játéktermi klasszikus                                      | nem                        |
| Costume Quest                                                                  | Double Fine Productions                                        | 2010. 10. 20.     | 1200 pont                              | szerepjáték                                                | igen                       |
| Crazy Machines Elements                                                        | FAKT Software                                                  | 2011. 08. 24.     | 800 pont                               | fejtörő és műveltségi                                      | igen                       |
| Crazy Mouse                                                                    | Ultizen Games                                                  | 2008. 10. 15.     | 400 pont                               | akció és kaland                                            | nem                        |
| Crazy Taxi                                                                     | Sega                                                           | 2010. 11. 24.     | 800 pont                               | verseny és repülés                                         | igen                       |
| Crimson Alliance                                                               | Certain Affinity                                               | 2011. 09. 07.     | 800 pont (1 kaszt) 1200 pont (3 kaszt) | akció és kaland, szerepjáték                               | igen                       |
| Crystal Defenders                                                              | Square Enix                                                    | 2009. 03. 11.     | 800 pont                               | stratégia és szimuláció                                    | igen                       |
| Crystal Quest                                                                  | Stainless Games                                                | 2006. 02. 07.     | 400 pont                               | lövöldözős                                                 | nem                        |
| Cyber Troopers Virtual-On Oratorio Tangram                                     | Sega                                                           | 2009. 04. 29.     | 1200 pont                              | konzol klasszikus                                          | igen                       |
| Cyberball 2072                                                                 | Midway Games/Digital Eclipse                                   | 2007. 09. 05.     | 400 pont                               | játéktermi klasszikus                                      | nem                        |
| Dance! It's Your Stage                                                         | Sproing                                                        | 2009. 09. 08.     | 800 pont                               | családi                                                    | igen                       |
| Darwinia+                                                                      | Introversion Software                                          | 2010. 02. 10.     | 1200 pont                              | akció és kaland                                            | nem                        |
| Dash of Destruction                                                            | NinjaBee                                                       | 2008. 12. 17.     | 0 pont                                 | verseny és repülés                                         | nem                        |
| Days of Thunder Arcade                                                         | Piranha Games                                                  | 2011. 02. 25.     | 800 pont                               | verseny és repülés                                         | igen                       |
| Daytona USA                                                                    | Sega                                                           | 2011. 11. 26.     | 800 pont                               | verseny és repülés, játéktermi klasszikus                  | igen                       |
| Dead Block                                                                     | Candygun Games                                                 | 2011. 07. 06.     | 800 pont                               | akció és kaland                                            | igen                       |
| Dead Rising 2: Case West                                                       | Capcom                                                         | 2010. 12. 27.     | 800 pont                               | akció és kaland                                            | igen                       |
| Dead Rising 2: Case Zero                                                       | Capcom                                                         | 2010. 08. 31.     | 400 pont                               | akció és kaland                                            | nem                        |
| Dead Space Ignition                                                            | Sumo Digital                                                   | 2010. 10. 13.     | 400 pont                               | akció és kaland                                            | igen                       |
| Deadliest Warrior: Legends                                                     | 345 Games                                                      | 2011. 07. 06.     | 800 pont                               | harc                                                       | igen                       |
| Deadliest Warrior: The Game                                                    | Pipeworks Software                                             | 2010. 07. 14.     | 800 pont                               | harc                                                       | nem                        |
| Death By Cube                                                                  | Square Enix                                                    | 2010. 01. 20.     | 800 pont                               | akció és kaland                                            | igen                       |
| Death Tank                                                                     | Snowblind Studios                                              | 2009. 02. 18.     | 1200 pont                              | lövöldözős                                                 | igen                       |
| DeathSpank: Thongs Of Virtue                                                   | Hothead Games                                                  | 2010. 09. 22.     | 1200 pont                              | akció és kaland                                            | nem                        |
| DeathSpank                                                                     | Hothead Games                                                  | 2010. 07. 14.     | 1200 pont                              | akció és kaland                                            | nem                        |
| Defender                                                                       | Midway Games/Digital Eclipse                                   | 2006. 09. 15.     | 400 pont                               | játéktermi klasszikus                                      | nem                        |
| Defense Grid: The Awakening                                                    | Hidden Path Entertainment                                      | 2009. 09. 02.     | 800 pont                               | stratégia és szimuláció                                    | igen                       |
| Dig Dug                                                                        | Namco Bandai Games                                             | 2006. 10. 11.     | 400 pont                               | játéktermi klasszikus                                      | nem                        |
| Diner Dash                                                                     | Backbone Entertainment                                         | 2009. 11. 18.     | 800 pont                               | fejtörő és műveltségi                                      | nem                        |
| Discs of Tron                                                                  | Disney Interactive                                             | 2008. 02. 13.     | 400 pont                               | játéktermi klasszikus                                      | nem                        |
| Domino Master                                                                  | TikGames                                                       | 2008. 09. 17.     | 800 pont                               | kártya és táblás                                           | nem                        |
| Doom                                                                           | id Software                                                    | 2006. 09. 27.     | 400 pont                               | akció és kaland                                            | nem                        |
| Doom II: Hell on Earth                                                         | id Software                                                    | 2010. 05. 26.     | 800 pont                               | akció és kaland                                            | igen                       |
| Doritos Crash Course                                                           | Wanako Studios                                                 | 2010. 12. 08.     | 0 pont (ingyenes)                      | verseny és repülés                                         | igen                       |
| Double D Dodgeball                                                             | Yuke's                                                         | 2008. 07. 16.     | 800 pont                               | sport és szabadidő                                         | nem                        |
| Double Dragon                                                                  | Empire Interactive                                             | 2007. 05. 09.     | 400 pont                               | játéktermi klasszikus                                      | nem                        |
| Dream Chronicles                                                               | Hudson Soft                                                    | 2010. 10. 20.     | 800 pont                               | fejtörő és műveltségi                                      | nem                        |
| Droplitz                                                                       | Blitz Arcade                                                   | 2009. 06. 24.     | 400 pont                               | fejtörő és műveltségi                                      | igen                       |
| Duke Nukem 3D                                                                  | 3D Realms                                                      | 2008. 09. 24.     | 800 pont                               | akció és kaland                                            | igen                       |
| Duke Nukem: Manhattan Project                                                  | 3D Realms                                                      | 2010. 06. 23.     | 800 pont                               | akció és kaland                                            | igen                       |
| Dungeon Defenders                                                              | Trendy Entertainment                                           | 2011. 10. 19.     | 1200 pont                              | szerepjáték, stratégia és szimuláció                       | igen                       |
| Dungeons & Dragons: Daggerdale                                                 | Bedlam Games                                                   | 2011. 05. 25.     | 1200 pont                              | szerepjáték                                                | igen                       |
| Earthworm Jim HD                                                               | Gameloft                                                       | 2010. 06. 09.     | 800 pont                               | konzol klasszikus                                          | igen                       |
| Ecco the Dolphin                                                               | Sega                                                           | 2007. 08. 15.     | 400 pont                               | konzol klasszikus                                          | igen                       |
| Eets: Chowdown                                                                 | Klei Entertainment                                             | 2007. 04. 25.     | 800 pont                               | fejtörő és műveltségi                                      | nem                        |
| Elements of Destruction                                                        | Frozen Codebase/THQ                                            | 2008. 06. 18.     | 800 pont                               | stratégia és szimuláció                                    | nem                        |
| Encleverment Experiment                                                        | Blitz Arcade                                                   | 2009. 11. 11.     | 800 pont                               | családi                                                    | igen                       |
| Every Extend Extra Extreme                                                     | Q Entertainment                                                | 2007. 10. 17.     | 800 pont                               | akció és kaland                                            | nem                        |
| Exit                                                                           | Taito Corporation                                              | 2007. 10. 24.     | 800 pont                               | fejtörő és műveltségi                                      | igen                       |
| Exit 2                                                                         | Taito Corporation                                              | 2009. 02. 25.     | 800 pont                               | fejtörő és műveltségi                                      | igen                       |
| Fable II Pub Games                                                             | Carbonated Games/Lionhead                                      | 2008. 08. 13.     | 800 pont                               | kártya és táblás                                           | igen                       |
| Faery: Legends of Avalon                                                       | Spiders Studio                                                 | 2010. 11. 10.     | 1200 pont                              | akció és kaland                                            | igen                       |
| Fatal Fury Special                                                             | SNK Playmore                                                   | 2007. 09. 05.     | 400 pont                               | játéktermi klasszikus                                      | nem                        |
| Feeding Frenzy                                                                 | PopCap Games/CTXM                                              | 2006. 03. 15.     | 400 pont                               | akció és kaland                                            | nem                        |
| Feeding Frenzy 2: Shipwreck Showdown                                           | PopCap Games                                                   | 2008. 09. 17.     | 800 pont                               | akció és kaland                                            | nem                        |
| Final Fight: Double Impact                                                     | Capcom                                                         | 2010. 04. 14.     | 800 pont                               | játéktermi klasszikus                                      | nem                        |
| Flock!                                                                         | Proper Games/Capcom                                            | 2009. 04. 08.     | 1200 pont                              | akció és kaland                                            | nem                        |
| Football Genius: The Ultimate Quiz                                             | RTL Sports                                                     | 2009. 09. 30.     | 800 pont                               | sport és szabadidő                                         | igen                       |
| Fret Nice                                                                      | Tecmo                                                          | 2010. 02. 24.     | 1200 pont                              | akció és kaland                                            | igen                       |
| Frogger                                                                        | Konami/Digital Eclipse                                         | 2006. 07. 12.     | 400 pont                               | játéktermi klasszikus                                      | nem                        |
| Frogger 2                                                                      | Konami/Voltex                                                  | 2008. 06. 11.     | 800 pont                               | akció és kaland                                            | nem                        |
| From Dust                                                                      | Ubisoft                                                        | 2011. 07. 27.     | 1200 pont                              | stratégia és szimuláció                                    | igen                       |
| Fruit Ninja Kinect                                                             | Halfbrick                                                      | 2011. 08. 10.     | 800 pont                               | családi                                                    | igen                       |
| Full House Poker                                                               | Microsoft Game Studios                                         | 2011. 03. 16.     | 800 pont                               | kártya és táblás                                           | nem                        |
| FunTown Mahjong                                                                | FunTown World                                                  | 2009. 01. 28.     | 800 pont                               | kártya és táblás                                           | igen                       |
| Fusion: Genesis                                                                | Starfire Studio                                                | 2011. 11. 09.     | 800 pont                               | lövöldözős                                                 | igen                       |
| Galaga                                                                         | Namco Bandai Games                                             | 2006. 07. 26.     | 400 pont                               | játéktermi klasszikus                                      | nem                        |
| Galaga Legions                                                                 | Namco Bandai Games                                             | 2008. 08. 20.     | 800 pont                               | akció és kaland                                            | nem                        |
| Galaga Legions DX                                                              | Namco Bandai Games                                             | 2011. 06. 29.     | 800 pont                               | akció és kaland                                            | igen                       |
| Garou: Mark of the Wolves                                                      | SNK Playmore                                                   | 2009. 06. 24.     | 800 pont                               | játéktermi klasszikus                                      | igen                       |
| Gatling Gears                                                                  | Vanguard Entertainment                                         | 2011. 05. 11.     | 1200 pont                              | akció és kaland                                            | igen                       |
| Gauntlet                                                                       | Midway Games/Digital Eclipse                                   | 2005. 09. 22.     | 400 pont                               | játéktermi klasszikus                                      | nem                        |
| Gel: Set & Match                                                               | Gastronaut Studios                                             | 2009. 05. 20.     | 800 pont                               | fejtörő és műveltségi                                      | igen                       |
| Geometry Wars: Retro Evolved                                                   | Bizarre Creations                                              | 2005. 11. 22.     | 400 pont                               | akció és kaland                                            | nem                        |
| Geometry Wars: Retro Evolved 2                                                 | Bizarre Creations                                              | 2008. 07. 30.     | 800 pont                               | akció és kaland                                            | igen                       |
| Geon: Emotions                                                                 | Strawdog Studios/Eidos Interactive                             | 2007. 09. 19      | 800 pont                               | akció és kaland                                            | nem                        |
| Ghostbusters: Sanctum of Slime                                                 | Wanako Studios                                                 | 2011. 03. 23.     | 800 pont                               | akció és kaland                                            | igen                       |
| Gin Rummy                                                                      | Sierra Online                                                  | 2008. 09. 03.     | 400 pont                               | kártya és táblás                                           | igen                       |
| Go! Go! Break Steady                                                           | Little Boy Games                                               | 2008. 07. 23.     | 800 pont                               | családi                                                    | igen                       |
| Golden Axe                                                                     | Sega                                                           | 2007. 07. 11.     | 400 pont                               | játéktermi klasszikus                                      | nem                        |
| Golf: Tee It Up!                                                               | Housemarque/Activision                                         | 2008. 07. 09.     | 800 pont                               | sport és szabadidő                                         | nem                        |
| Greed Corp                                                                     | W!Games                                                        | 2010. 02. 14.     | 800 pont                               | stratégia és szimuláció                                    | igen                       |
| GripShift                                                                      | Sidhe Interactive                                              | 2007. 12. 12.     | 800 pont                               | verseny és repülés                                         | nem                        |
| Gunstar Heroes                                                                 | Sega                                                           | 2009. 06. 10.     | 400 pont                               | konzol klasszikus                                          | igen                       |
| Guardian Heroes                                                                | Tresure                                                        | 2011. 10. 12.     | 800 pont                               | akció és kaland, harc, szerepjáték                         | igen                       |
| Guwange                                                                        | Cave                                                           | 2010. 11. 10.     | 800 pont                               | játéktermi klasszikus                                      | igen                       |
| Gyromancer                                                                     | PopCap Games/Square Enix                                       | 2009. 11. 18.     | 1200 pont                              | fejtörő és műveltségi                                      | igen                       |
| Gyruss                                                                         | Konami/Digital Eclipse                                         | 2007. 04. 18.     | 400 pont                               | játéktermi klasszikus                                      | nem                        |
| Half-Minute Hero Super Mega Neo Climax                                         | Marvelous Entertainment                                        | 2011. 06. 29.     | 800 pont                               | akció és kaland                                            | igen                       |
| Happy Tree Friends: False Alarm                                                | Stainless Games                                                | 2008. 06. 25.     | 800 pont                               | stratégia és szimuláció                                    | igen                       |
| Hard Corps: Uprising                                                           | Konami/Arc System Works                                        | 2011. 02. 16.     | 1200 pont                              | akció és kaland                                            | igen                       |
| Hardwood Backgammon                                                            | Silver Creek                                                   | 2005. 12. 08.     | 400 pont                               | kártya és táblás                                           | nem                        |
| Hardwood Hearts                                                                | Silver Creek                                                   | 2005. 12. 08.     | 400 pont                               | kártya és táblás                                           | nem                        |
| Hardwood Spades                                                                | Silver Creek                                                   | 2005. 12. 08.     | 400 pont                               | kártya és táblás                                           | nem                        |
| Harms Way                                                                      | Bongfish GmbH                                                  | 2010. 12. 08.     | 0 pont                                 | verseny és repülés                                         | igen                       |
| Hasbro Family Game Night                                                       | Electronic Arts                                                | 2009. 03. 18.     | 0 pont                                 | családi                                                    | igen                       |
| Haunted House                                                                  | Atari                                                          | 2010. 10. 28.     | 400 pont                               | játéktermi klasszikus                                      | igen                       |
| Heavy Weapon                                                                   | PopCap Games/CTXM                                              | 2007. 01. 17.     | 800 pont                               | akció és kaland                                            | nem                        |
| Hexic 2                                                                        | Microsoft Game Studios                                         | 2007. 08. 15.     | 800 pont                               | fejtörő és műveltségi                                      | nem                        |
| Hexic HD                                                                       | Microsoft Game Studios                                         | 2005. 11. 22.     | 0 pont                                 | fejtörő és műveltségi                                      | nem                        |
| Hole in the Wall                                                               | Ludia                                                          | 2011. 08. 24.     | 800 pont                               | családi                                                    | igen                       |
| Hydro Thunder Hurricane                                                        | Vector Unit                                                    | 2010. 07. 08.     | 1200 pont                              | verseny és repülés                                         | igen                       |
| Hydrophobia                                                                    | Dark Energy Digital                                            | 2010. 09. 29.     | 800 pont                               | akció és kaland                                            | igen                       |
| Ikaruga                                                                        | Treasure                                                       | 2008. 04. 09.     | 800 pont                               | lövöldözős                                                 | igen                       |
| Ilomilo                                                                        | SouthEnd Interactive                                           | 2011. 01. 05.     | 800 pont                               | fejtörő és műveltségi                                      | igen                       |
| Inferno Pool                                                                   | Dark Energy Digital                                            | 2009. 10. 28.     | 800 pont                               | kocsmasport                                                | nem                        |
| Insanely Twisted Shadow Planet                                                 | Shadow Planet Productions (Fuelcell Games/Gagne International) | 2011. 08. 03.     | 1200 pont                              | akció és kaland                                            | igen                       |
| Interpol: The Trail of Dr. Chaos                                               | Sierra Online/TikGames                                         | 2009. 01. 07.     | 800 pont                               | fejtörő és műveltségi                                      | igen                       |
| Invincible Tiger: The Legend of Han Tao                                        | Blitz Arcade                                                   | 2009. 08. 26.     | 1200 pont                              | akció és kaland                                            | nem                        |
| Ion Assault                                                                    | Black Inc.                                                     | 2009. 09. 23.     | 800 pont                               | akció és kaland                                            | igen                       |
| Iron Brigade                                                                   | Double Fine Productions                                        | 2011. 11. 29.     | 1200 pont                              | akció és kaland, lövöldözős                                | igen                       |
| Islands of Wakfu                                                               | ANKAMA group                                                   | 2011. 03. 30.     | 800 pont                               | akció és kaland                                            | igen                       |
| Jetpac Refuelled                                                               | Rare                                                           | 2007. 03. 28.     | 400 pont                               | játéktermi klasszikus                                      | nem                        |
| Jewel Quest                                                                    | iWin Games/CTXM                                                | 2006. 03. 08.     | 800 pont                               | fejtörő és műveltségi                                      | nem                        |
| Joust                                                                          | Midway Games/Digital Eclipse                                   | 2005. 11. 22.     | 400 pont                               | játéktermi klasszikus                                      | nem                        |
| King of Fighters: Sky Stage                                                    | SNK Playmore                                                   | 2010. 09. 15.     | 800 pont                               | lövöldözős                                                 | igen                       |
| KrissX                                                                         | Blitz Arcade/Konami                                            | 2010. 01. 27.     | 800 pont                               | fejtörő és műveltségi                                      | igen                       |
| Lara Croft and the Guardian of Light                                           | Square Enix                                                    | 2010. 08. 06.     | 1200 pont                              | akció és kaland                                            | igen                       |
| Lazy Raiders                                                                   | Sarbakan                                                       | 2010. 02. 24.     | 800 pont                               | akció és kaland                                            | igen                       |
| Le Tour De France 2009: The Official Game                                      | Focus Home Interactive                                         | 2009. 07. 15.     | 800 pont                               | sport és szabadidő                                         | igen                       |
| Limbo                                                                          | Playdead Studios                                               | 2010. 07. 21.     | 1200 pont                              | fejtörő és műveltségi                                      | igen                       |
| Lode Runner                                                                    | Tozai/SouthEnd Interactive                                     | 2009. 04. 22.     | 800 pont                               | játéktermi klasszikus                                      | igen                       |
| Lost Cities                                                                    | Sierra Online                                                  | 2008. 04. 23.     | 800 pont                               | kártya és táblás                                           | nem                        |
| Lucha Fury                                                                     | Punchers Impact                                                | 2011. 06. 22.     | 800 pont                               | harc                                                       | nem                        |
| Lucidity                                                                       | LucasArts                                                      | 2009. 10. 07.     | 800 pont                               | akció és kaland                                            | igen                       |
| Lumines Live!                                                                  | Q Entertainment                                                | 2006. 10. 18.     | 800 pont                               | fejtörő és műveltségi                                      | nem                        |
| Luxor 2                                                                        | MumboJumbo                                                     | 2007. 04. 04.     | 800 pont                               | fejtörő és műveltségi                                      | nem                        |
| Mad Tracks                                                                     | Load Inc.                                                      | 2007. 05. 30.     | 800 pont                               | verseny és repülés                                         | nem                        |
| Madballs in Babo: Invasion                                                     | Playbrains                                                     | 2009. 07. 15.     | 800 pont                               | akció és kaland                                            | igen                       |
| Madden NFL Arcade                                                              | Electronic Arts                                                | 2009. 11. 25.     | 1200 pont                              | sport és szabadidő                                         | igen                       |
| Magic: The Gathering – Duels of the Planeswalkers                              | Stainless Games                                                | 2009. 10. 16.     | 800 pont                               | kártya és táblás                                           | igen                       |
| Magic: The Gathering – Duels of the Planeswalkers 2012                         | Stainless Games                                                | 2011. 06. 15.     | 800 pont                               | kártya és táblás                                           | igen                       |
| Marathon: Durandal                                                             | Freeverse                                                      | 2007. 08. 01.     | 800 pont                               | akció és kaland                                            | nem                        |
| Marble Blast Ultra                                                             | GarageGames                                                    | 2006. 01. 25.     | 400 pont                               | akció és kaland                                            | nem                        |
| Marvel vs. Capcom 2                                                            | Capcom                                                         | 2009. 07. 29.     | 1200 pont                              | játéktermi klasszikus                                      | nem                        |
| Matt Hazard: Blood Bath and Beyond                                             | D3 Publisher                                                   | 2010. 01. 06.     | 1200 pont                              | akció és kaland                                            | nem                        |
| Mega Man 10                                                                    | Inti Creates/Capcom                                            | 2010. 03. 31.     | 800 pont                               | akció és kaland                                            | nem                        |
| Mega Man 9                                                                     | Inti Creates/Capcom                                            | 2008. 10. 01.     | 800 pont                               | akció és kaland                                            | nem                        |
| Mercury Hg                                                                     | Eiconic Games Limited                                          | 2011. 09. 28.     | 400 pont                               | zene, fejtörő és műveltségi                                | igen                       |
| Merv Griffin's Crosswords                                                      | Pipeworks Software                                             | 2008. 12. 31.     | 800 pont                               | családi                                                    | nem                        |
| Metal Slug 3                                                                   | SNK Playmore                                                   | 2008. 01. 02.     | 800 pont                               | játéktermi klasszikus                                      | igen                       |
| Metal Slug XX                                                                  | SNK Playmore                                                   | 2010. 05. 19.     | 1200 pont                              | játéktermi klasszikus                                      | igen                       |
| Meteos Wars                                                                    | Q Entertainment                                                | 2008. 12. 10.     | 800 pont                               | fejtörő és műveltségi                                      | igen                       |
| MicroBot                                                                       | Naked Sky Entertainment                                        | 2010. 12. 29.     | 800 pont                               | akció és kaland                                            | igen                       |
| Might & Magic: Clash of Heroes HD                                              | Ubisoft                                                        | 2011. 04. 13.     | 1200 pont                              | szerepjáték                                                | igen                       |
| Military Madness: Nectaris                                                     | Backbone Entertainment                                         | 2009. 09. 30.     | 800 pont                               | stratégia és szimuláció                                    | nem                        |
| Minesweeper Flags                                                              | TikGames                                                       | 2009. 02. 11.     | 400 pont                               | fejtörő és műveltségi                                      | igen                       |
| Missile Command                                                                | Stainless Games/Atari                                          | 2007. 07. 04.     | 400 pont                               | játéktermi klasszikus                                      | nem                        |
| MLB Bobblehead Pros                                                            | Konami                                                         | 2011. 07. 06.     | 800 pont                               | sport és szabadidő                                         | nem                        |
| MLB Stickball                                                                  | 2K Sports                                                      | 2008. 10. 08.     | 800 pont                               | sport és szabadidő                                         | nem                        |
| Monday Night Combat                                                            | Uber Entertainment                                             | 2010. 08. 09.     | 1200 pont                              | akció és kaland                                            | igen                       |
| Monkey Island 2: LeChuck's Revenge: Special Edition                            | LucasArts                                                      | 2010. 07. 07.     | 800 pont                               | konzol klasszikus                                          | nem                        |
| Moon Diver                                                                     | Feelplus                                                       | 2011. 05. 04.     | 1200 pont                              | akció és kaland                                            | igen                       |
| Mortal Kombat Arcade Kollection                                                | WB Games Inc.                                                  | 2011. 08. 31.     | 800 pont                               | harc, klasszikusok                                         | igen                       |
| Mr. Driller Online                                                             | Namco                                                          | 2008. 04. 02.     | 800 pont                               | fejtörő és műveltségi                                      | nem                        |
| Ms. Pac-Man                                                                    | Namco Bandai Games                                             | 2007. 01. 10.     | 400 pont                               | játéktermi klasszikus                                      | nem                        |
| Ms. Splosion Man                                                               | Twisted Pixel Games                                            | 2011. 07. 13.     | 800 pont                               | akció és kaland                                            | igen                       |
| Mutant Storm Empire                                                            | PomPom Games                                                   | 2007. 10. 31.     | 800 pont                               | akció és kaland                                            | nem                        |
| Mutant Storm Reloaded                                                          | PomPom Games                                                   | 2005. 11. 22.     | 800 pont                               | akció és kaland                                            | nem                        |
| N+                                                                             | Metanet/Klei Entertainment                                     | 2008. 02. 20.     | 800 pont                               | akció és kaland                                            | nem                        |
| NBA 2K10 Draft Combine                                                         | 2K Sports                                                      | 2009. 08. 26.     | 400 pont                               | sport és szabadidő                                         | nem                        |
| NBA JAM: On Fire Edition                                                       | Electronic Arts                                                | 2011. 10. 05.     | 1200 pont                              | sport és szabadidő                                         | igen                       |
| NBA Unrivaled                                                                  | Tecmo                                                          | 2009. 11. 11.     | 1200 pont                              | sport és szabadidő                                         | igen                       |
| NCAA Basketball 09: March Madness Edition                                      | Electronic Arts                                                | 2009. 03. 11.     | 1200 pont                              | sport és szabadidő                                         | nem                        |
| NeoGeo Battle Coliseum                                                         | SNK Playmore                                                   | 2010. 06. 09.     | 800 pont                               | konzol klasszikus                                          | igen                       |
| New Rally-X                                                                    | Namco Bandai Games                                             | 2006. 12. 27.     | 400 pont                               | játéktermi klasszikus                                      | nem                        |
| NIN2-JUMP                                                                      | Cave                                                           | 2011. 04. 27.     | 400 pont                               | akció és kaland                                            | igen                       |
| Novadrome                                                                      | Stainless Games                                                | 2006. 12. 20.     | 800 pont                               | verseny és repülés                                         | nem                        |
| Omega Five                                                                     | Natsume/Hudson                                                 | 2008. 01. 09.     | 800 pont                               | akció és kaland                                            | nem                        |
| Orcs Must Die!                                                                 | Robot Entertainment                                            | 2011. 10. 05.     | 1200 pont                              | akció és kaland, stratégia és szimuláció                   | igen                       |
| Outland                                                                        | Housemarque                                                    | 2011. 04. 27.     | 800 pont                               | akció és kaland                                            | igen                       |
| Outpost Kaloki X                                                               | NinjaBee                                                       | 2005. 11. 22.     | 800 pont                               | stratégia és szimuláció                                    | nem                        |
| OutRun Online Arcade                                                           | Sega                                                           | 2009. 04. 15.     | 800 pont                               | verseny és repülés                                         | igen                       |
| Pac-Man                                                                        | Namco Bandai Games                                             | 2006. 08. 09.     | 400 pont                               | játéktermi klasszikus                                      | nem                        |
| Pac-Man Championship Edition                                                   | Namco Bandai Games                                             | 2007. 06. 06.     | 800 pont                               | akció és kaland                                            | nem                        |
| Pac-Man Championship Edition DX                                                | Namco Bandai Games                                             | 2010. 11. 17.     | 800 pont                               | akció és kaland                                            | igen                       |
| Panzer General: Allied Assault                                                 | Petroglyph Games                                               | 2009. 10. 21.     | 800 pont                               | kártya és táblás                                           | igen                       |
| Paperboy                                                                       | Midway Games/Digital Eclipse                                   | 2007. 02. 14.     | 400 pont                               | játéktermi klasszikus                                      | nem                        |
| Peggle                                                                         | PopCap Games                                                   | 2009. 03. 11.     | 800 pont                               | fejtörő és műveltségi                                      | nem                        |
| Penny Arcade Adventures: On the Rain-Slick Precipice of Darkness - Episode One | Hothead Games                                                  | 2008. 05. 21.     | 800 pont                               | szerepjáték                                                | igen                       |
| Penny Arcade Adventures: On the Rain-Slick Precipice of Darkness - Episode Two | Hothead Games                                                  | 2008. 10. 29.     | 800 pont                               | szerepjáték                                                | igen                       |
| Perfect Dark                                                                   | Rare/4J Studios                                                | 2010. 03. 17.     | 800 pont                               | konzol klasszikus                                          | igen                       |
| Phantasy Star II                                                               | Sega                                                           | 2009. 06. 10.     | 400 pont                               | konzol klasszikus                                          | igen                       |
| Pinball FX                                                                     | Zen Studios                                                    | 2007. 04. 20.     | 800 pont                               | kocsmasport                                                | nem                        |
| Pinball FX 2                                                                   | Zen Studios                                                    | 2010. 10. 27.     | 0 pont                                 | kocsmasport                                                | nem                        |
| Pirates vs. Ninjas Dodgeball                                                   | Gamecock                                                       | 2008. 09. 03.     | 800 pont                               | akció és kaland                                            | igen                       |
| Plants vs. Zombies                                                             | PopCap Games                                                   | 2010. 09. 01.     | 1200 pont                              | akció és kaland                                            | igen                       |
| Poker Smash                                                                    | Void Star Creations                                            | 2008. 02. 06.     | 800 pont                               | fejtörő és műveltségi                                      | nem                        |
| Polar Panic                                                                    | Eiconic Games                                                  | 2009. 12. 23.     | 800 pont                               | akció és kaland                                            | igen                       |
| Portal: Still Alive                                                            | Valve Corporation                                              | 2008. 10. 22.     | 1200 pont                              | fejtörő és műveltségi                                      | igen                       |
| PowerUp Forever                                                                | Blitz Arcade/Namco Bandai Games                                | 2008. 12. 10.     | 800 pont                               | akció és kaland                                            | nem                        |
| Prince of Persia Classic                                                       | Gameloft                                                       | 2007. 06. 13.     | 400 pont                               | konzol klasszikus                                          | nem                        |
| Puzzle Arcade                                                                  | Eidos/CTXM                                                     | 2008. 12. 24.     | 800 pont                               | fejtörő és műveltségi                                      | nem                        |
| Puzzle Chronicles                                                              | Infinite Interactive                                           | 2010. 04. 21.     | 800 pont                               | fejtörő és műveltségi                                      | igen                       |
| Puzzle Quest 2                                                                 | Infinite Interactive                                           | 2010. 06. 30.     | 800 pont                               | fejtörő és műveltségi                                      | nem                        |
| Puzzle Quest: Challenge of the Warlords                                        | Infinite Interactive                                           | 2007. 10. 10.     | 800 pont                               | fejtörő és műveltségi                                      | nem                        |
| Puzzle Quest: Galactrix                                                        | Infinite Interactive                                           | 2009. 04. 08.     | 1600 pont                              | fejtörő és műveltségi                                      | nem                        |
| Puzzlegeddon                                                                   | Tecmo                                                          | 2009. 12. 16.     | 800 pont                               | fejtörő és műveltségi                                      | igen                       |
| Qix++                                                                          | Taito                                                          | 2009. 12. 09.     | 800 pont                               | akció és kaland                                            | igen                       |
| Quake Arena Arcade                                                             | id Software/Pi Studios                                         | 2010. 12. 15.     | 800 pont                               | akció és kaland                                            | igen                       |
| R-Type Dimensions                                                              | Tozai/SouthEnd Interactive                                     | 2009. 02. 04.     | 1200 pont                              | lövöldözős                                                 | igen                       |
| Radiant Silvergun                                                              | TREASURE                                                       | 2011. 09. 14.     | 1200 pont                              | akció és kaland, lövöldözős                                | igen                       |
| Rainbow Islands: Towering Adventure!                                           | Taito                                                          | 2009. 10. 28.     | 800 pont                               | akció és kaland                                            | igen                       |
| Raskulls                                                                       | Halfbrick Studios                                              | 2010. 12. 29.     | 800 pont                               | családi                                                    | igen                       |
| RayStorm HD                                                                    | Taito                                                          | 2010. 05. 05.     | 1200 pont                              | lövöldözős                                                 | igen                       |
| Real Steel                                                                     | YUKE'S Co., Ltd.                                               | 2011. 10. 12.     | 800 pont                               | harc, sport és szabadidő                                   | igen                       |
| Red Bull X-Fighters World Tour                                                 | Xendex                                                         | 2011. 09. 14.     | 800 pont                               | verseny és repülés, sport és szabadidő                     | igen                       |
| Red Faction: Battlegrounds                                                     | THQ                                                            | 2011. 04. 06.     | 800 pont                               | akció és kaland                                            | igen                       |
| Renegade Ops                                                                   | Avalanche                                                      | 2011. 09. 14.     | 1200 pont                              | akció és kaland                                            | igen                       |
| Rez HD                                                                         | Q Entertainment                                                | 2008. 01. 30.     | 800 pont                               | lövöldözős                                                 | igen                       |
| Risk: Factions                                                                 | Electronic Arts                                                | 2010. 06. 23.     | 800 pont                               | kártya és táblás                                           | igen                       |
| RoboBlitz                                                                      | Naked Sky Entertainment                                        | 2006. 12. 06.     | 1200 pont                              | akció és kaland                                            | nem                        |
| Robotron: 2084                                                                 | Midway Games/Digital Eclipse                                   | 2006. 01. 06.     | 400 pont                               | játéktermi klasszikus                                      | nem                        |
| Rock of Ages                                                                   | Atlus                                                          | 2011. 08. 31.     | 800 pont                               | akció és kaland, ugrálós, stratégia és szimuláció          | igen                       |
| Rocket Knight                                                                  | Climax Group                                                   | 2010. 05. 12.     | 1200 pont                              | akció és kaland                                            | igen                       |
| Rocket Riot                                                                    | THQ/Codeglue                                                   | 2009. 06. 27.     | 800 pont                               | akció és kaland                                            | igen                       |
| RocketBowl                                                                     | LargeAnimal                                                    | 2008. 09. 10.     | 800 pont                               | kocsmasportok                                              | nem                        |
| Rocketmen: Axis of Evil                                                        | Capcom                                                         | 2008. 03. 05.     | 800 pont                               | akció és kaland                                            | nem                        |
| Rocky and Bullwinkle                                                           | Zen Studios                                                    | 2008. 04. 16.     | 800 pont                               | családi                                                    | nem                        |
| Roogoo                                                                         | Southpeak Interactive/Spidermonk Entertainment                 | 2008. 06. 04.     | 800 pont                               | fejtörő és műveltségi                                      | igen                       |
| Root Beer Tapper                                                               | Midway Games/Digital Eclipse                                   | 2007. 02. 07.     | 400 pont                               | játéktermi klasszikus                                      | nem                        |
| Rotastic                                                                       | Focus Home Interactive                                         | 2011. 09. 21.     | 800 pont                               | akció és kaland, családi, ugrálós                          | igen                       |
| Rush'n Attack                                                                  | Konami/Digital Eclipse                                         | 2007. 05. 23.     | 400 pont                               | játéktermi klasszikus                                      | nem                        |
| Rush'n Attack: Ex-Patriot                                                      | Konami                                                         | 2011. 03. 30.     | 800 pont                               | akció és kaland                                            | igen                       |
| Sam & Max Beyond Time and Space                                                | Telltale Games                                                 | 2009. 10. 14.     | 1600 pont                              | akció és kaland                                            | igen                       |
| Sam & Max Save the World                                                       | Telltale Games                                                 | 2009. 06. 17.     | 1600 pont                              | akció és kaland                                            | igen                       |
| Samurai Shodown II                                                             | SNK Playmore                                                   | 2008. 09. 10.     | 800 pont                               | játéktermi klasszikus                                      | igen                       |
| Schizoid                                                                       | Torpex Games                                                   | 2008. 07. 09.     | 800 pont                               | akció és kaland                                            | igen                       |
| Scott Pilgrim vs. the World: The Game                                          | Ubisoft Montreal                                               | 2010. 08. 25.     | 800 pont                               | akció és kaland                                            | igen                       |
| Scramble                                                                       | Konami/Digital Eclipse                                         | 2006. 09. 13.     | 400 pont                               | játéktermi klasszikus                                      | nem                        |
| Scrap Metal                                                                    | Slick Entertainment                                            | 2010. 03. 10.     | 1200 pont                              | verseny és repülés                                         | igen                       |
| Screwjumper!                                                                   | Frozen Codebase/THQ                                            | 2007. 11. 11.     | 800 pont                               | akció és kaland                                            | nem                        |
| Sea Life Safari                                                                | Wanako Studios                                                 | 2008. 06. 18.     | 800 pont                               | családi                                                    | igen                       |
| Section 8: Prejudice                                                           | TimeGate Studios                                               | 2011. 04. 20.     | 1200 pont                              | lövöldözős                                                 | igen                       |
| SEGA Bass Fishing                                                              | Sega                                                           | 2011. 10. 05.     | 800 pont                               | akció és kaland, családi, sport és szabadidő, klasszikusok | igen                       |
| Sega Rally Online Arcade                                                       | Sega                                                           | 2011. 05. 18.     | 800 pont                               | verseny és repülés                                         | igen                       |
| Sensible World of Soccer                                                       | Codemasters                                                    | 2007. 12. 21.     | 800 pont                               | sport és szabadidő                                         | nem                        |
| Serious Sam HD: The First Encounter                                            | Croteam                                                        | 2010. 01. 13.     | 1200 pont                              | konzol klasszikus                                          | igen                       |
| Serious Sam HD: The Second Encounter                                           | Croteam                                                        | 2010. 09. 22.     | 1200 pont                              | konzol klasszikus                                          | igen                       |
| Shadow Assault: Tenchu                                                         | From Software                                                  | 2008. 10. 08.     | 800 pont                               | akció és kaland                                            | igen                       |
| Shadow Complex                                                                 | Chair Entertainment/Epic Games                                 | 2009. 08. 05.     | 1200 pont                              | akció és kaland                                            | igen                       |
| Shank                                                                          | Klei Entertainment                                             | 2010. 08. 25.     | 1200 pont                              | akció és kaland                                            | nem                        |
| Shinobi                                                                        | Sega                                                           | 2009. 06. 10.     | 400 pont                               | játéktermi klasszikus                                      | igen                       |
| Shotest Shogi                                                                  | Rubicon Development                                            | 2008. 09. 10.     | 800 pont                               | fejtörő és műveltségi                                      | nem                        |
| Shred Nebula                                                                   | CrunchTime Games Inc.                                          | 2008. 09. 03.     | 800 pont                               | akció és kaland                                            | nem                        |
| Shrek n' Roll                                                                  | Backbone Entertainment                                         | 2007. 11. 14.     | 800 pont                               | családi                                                    | igen                       |
| SkyDrift                                                                       | Digital Reality                                                | 2011. 09. 07.     | 1200 pont                              | verseny és repülés                                         | igen                       |
| Small Arms                                                                     | Gastronaut Studios                                             | 2006. 11. 22.     | 400 pont                               | akció és kaland                                            | nem                        |
| Smash TV                                                                       | Midway Games/Digital Eclipse                                   | 2005. 11. 22.     | 400 pont                               | játéktermi klasszikus                                      | nem                        |
| Snoopy Flying Ace                                                              | Smart Bomb Interactive                                         | 2010. 06. 02.     | 800 pont                               | lövöldözős                                                 | igen                       |
| Soltrio Solitaire                                                              | Silver Creek                                                   | 2007. 05. 16.     | 800 pont                               | kártya és táblás                                           | nem                        |
| Sonic & Knuckles                                                               | Sega                                                           | 2009. 09. 09.     | 240 pont                               | konzol klasszikus                                          | igen                       |
| Sonic Adventure                                                                | Sonic Team                                                     | 2010. 09. 15.     | 800 pont                               | akció és kaland                                            | igen                       |
| Sonic the Hedgehog                                                             | Sega                                                           | 2007. 07. 11.     | 400 pont                               | konzol klasszikus                                          | nem                        |
| Sonic the Hedgehog 2                                                           | Sega                                                           | 2007. 09. 12.     | 400 pont                               | konzol klasszikus                                          | nem                        |
| Sonic the Hedgehog 3                                                           | Sega                                                           | 2009. 06. 10.     | 400 pont                               | konzol klasszikus                                          | igen                       |
| Sonic the Hedgehog 4: Episode 1                                                | Sega                                                           | 2010. 10. 13.     | 1200 pont                              | akció és kaland                                            | igen                       |
| Soulcalibur                                                                    | Namco Bandai Games                                             | 2008. 07. 02.     | 800 pont                               | akció és kaland                                            | nem                        |
| South Park Let's Go Tower Defense Play!                                        | Doublesix Games                                                | 2009. 10. 07.     | 800 pont                               | akció és kaland                                            | igen                       |
| Space Ark                                                                      | Strawdog Studios                                               | 2010. 06. 16.     | 800 pont                               | családi                                                    | igen                       |
| Space Channel 5 Part 2                                                         | Sega                                                           | 2011. 10. 05.     | 800 pont                               | családi, zene, klasszikusok                                | igen                       |
| Space Giraffe                                                                  | Llamasoft                                                      | 2007. 08. 22.     | 400 pont                               | akció és kaland                                            | nem                        |
| Space Invaders Extreme                                                         | Backbone Entertainment                                         | 2009. 05. 06.     | 800 pont                               | akció és kaland                                            | igen                       |
| Space Invaders Infinity Gene                                                   | Square Enix                                                    | 2010. 09. 15.     | 800 pont                               | akció és kaland                                            | igen                       |
| Spare Parts                                                                    | EA Bright Light                                                | 2011. 01. 19.     | 800 pont                               | akció és kaland                                            | igen                       |
| Speedball 2: Brutal Deluxe                                                     | Empire Interactive                                             | 2007. 10. 17.     | 800 pont                               | konzol klasszikus                                          | nem                        |
| SpongeBob SquarePants: Underpants Slam                                         | Blitz Arcade/THQ                                               | 2007. 12. 26.     | 800 pont                               | családi                                                    | nem                        |
| Spyglass Board Games                                                           | Strange Flavour/Freeverse                                      | 2007. 08. 01.     | 400 pont                               | kártya és táblás                                           | nem                        |
| Stacking                                                                       | Double Fine Productions                                        | 2011. 02. 09.     | 1200 pont                              | akció és kaland                                            | igen                       |
| Star Raiders                                                                   | Atari                                                          | 2011. 05. 11.     | 800 pont                               | akció és kaland                                            | igen                       |
| Star Trek DAC                                                                  | Naked Sky Entertainment                                        | 2009. 05. 13.     | 800 pont                               | lövöldözős                                                 | igen                       |
| Strania - The Stella Machina                                                   | G.rev                                                          | 2011. 03. 30.     | 800 pont                               | lövöldözős                                                 | igen                       |
| Street Fighter II: Hyper Fighting                                              | Capcom                                                         | 2006. 08. 02.     | 400 pont                               | konzol klasszikus                                          | igen                       |
| Street Fighter III: 3rd Strike Online Edition                                  | Capcom                                                         | 2011. 08. 24      | 1200 pont                              | harc                                                       | igen                       |
| Street Trace NYC                                                               | Gaia Industries                                                | 2007. 08. 22.     | 800 pont                               | verseny és repülés                                         | nem                        |
| Streets of Rage 2                                                              | Sega                                                           | 2007. 08. 29.     | 400 pont                               | konzol klasszikus                                          | nem                        |
| Super Contra                                                                   | Konami/Digital Eclipse                                         | 2007. 07. 25.     | 400 pont                               | játéktermi klasszikus                                      | nem                        |
| Super Meat Boy                                                                 | Team Meat                                                      | 2010. 10. 20.     | 1200 pont                              | akció és kaland                                            | igen                       |
| Super Puzzle Fighter II Turbo HD Remix                                         | Backbone Entertainment                                         | 2007. 08. 29.     | 800 pont                               | fejtörő és műveltségi                                      | nem                        |
| Super Street Fighter II Turbo HD Remix                                         | Capcom/Backbone Entertainment                                  | 2008. 11. 26.     | 1200 pont                              | játéktermi klasszikus                                      | nem                        |
| Swarm                                                                          | Hothead Games                                                  | 2011. 03. 23.     | 800 pont                               | stratégia és szimuláció                                    | igen                       |
| Switchball                                                                     | Atomic Elbow                                                   | 2007. 11. 07.     | 800 pont                               | akció és kaland                                            | nem                        |
| Tecmo Bowl Throwback                                                           | Tecmo                                                          | 2010. 04. 29.     | 800 pont                               | sport és szabadidő                                         | nem                        |
| Teenage Mutant Ninja Turtles                                                   | Ubisoft/Digital Eclipse                                        | 2007. 04. 27.     | 400 pont                               | játéktermi klasszikus                                      | nem                        |
| Tempest                                                                        | Stainless Games/Atari                                          | 2007. 12. 19.     | 400 pont                               | játéktermi klasszikus                                      | nem                        |
| Tetris Splash                                                                  | Tetris Online, Inc                                             | 2007. 10. 03.     | 800 pont                               | fejtörő és műveltségi                                      | nem                        |
| Texas Cheat 'em                                                                | Wideload Games                                                 | 2009. 05. 13.     | 800 pont                               | kártya és táblás                                           | nem                        |
| Texas Hold’Em                                                                  | TikGames                                                       | 2006. 08. 23.     | 800 pont                               | kártya és táblás                                           | igen                       |
| The Adventures of Shuggy                                                       | Valcon Games                                                   | 2011. 06. 15.     | 800 pont                               | akció és kaland                                            | ?                          |
| The Baconing                                                                   | Hothead Games                                                  | 2011. 08. 31.     | 1200 pont                              | akció és kaland, szerepjáték                               | igen                       |
| The Dishwasher: Dead Samurai                                                   | Ska Studios                                                    | 2009. 04. 01.     | 800 pont                               | akció és kaland                                            | igen                       |
| The Dishwasher: Vampire Smile                                                  | Ska Studios                                                    | 2011. 04. 06.     | 800 pont                               | akció és kaland                                            | igen                       |
| The Fancy Pants Adventures                                                     | Borne Games                                                    | 2011. 04. 20.     | 800 pont                               | akció és kaland                                            | igen                       |
| The King of Fighters '98 Ultimate Match                                        | SNK Playmore                                                   | 2009. 07. 01.     | 800 pont                               | játéktermi klasszikus                                      | igen                       |
| The King of Fighters 2002: Unlimited Match                                     | SNK Playmore                                                   | 2010. 11. 03.     | 800 pont                               | játéktermi klasszikus                                      | igen                       |
| The Maw                                                                        | Twisted Pixel Games                                            | 2009. 01. 29.     | 800 pont                               | akció és kaland                                            | igen                       |
| The Misadventures of P.B. Winterbottom                                         | The Odd Gentlemen                                              | 2010. 02. 27.     | 800 pont                               | fejtörő és műveltségi                                      | igen                       |
| The Path of Go                                                                 | Microsoft Research Cambridge                                   | 2010. 12. 15.     | 400 pont                               | kártya és táblás                                           | igen                       |
| The Secret of Monkey Island: Special Edition                                   | Lucasarts                                                      | 2009. 07. 15.     | 800 pont                               | konzol klasszikus                                          | igen                       |
| The Undergarden                                                                | Vitamin G Studios                                              | 2010. 11. 10.     | 400 pont                               | akció és kaland                                            | igen                       |
| The War of the Worlds                                                          | Other Ocean                                                    | 2011. 10. 21.     | 800 pont                               | ugrálós                                                    | igen                       |
| The Warriors: Street Brawl                                                     | CTXM                                                           | 2009. 09. 23.     | 800 pont                               | akció és kaland                                            | igen                       |
| Things on Wheels                                                               | Load Inc.                                                      | 2010. 05. 12.     | 800 pont                               | verseny és repülés                                         | igen                       |
| Ticket to Ride                                                                 | Playful Entertainment                                          | 2008. 06. 25.     | 800 pont                               | kártya és táblás                                           | igen                       |
| Time Pilot                                                                     | Konami/Digital Eclipse                                         | 2006. 08. 30.     | 400 pont                               | játéktermi klasszikus                                      | nem                        |
| TiQal                                                                          | Slapdash Games                                                 | 2008. 03. 26.     | 800 pont                               | fejtörő és műveltségi                                      | igen                       |
| TMNT: Turtles in Time Re-Shelled                                               | Ubisoft Singapore                                              | 2009. 08. 05.     | 800 pont                               | játéktermi klasszikus                                      | nem                        |
| TNT Racers                                                                     | Keen Games                                                     | 2011. 02. 09.     | 800 pont                               | verseny és repülés                                         | igen                       |
| Torchlight                                                                     | Runic Games                                                    | 2011. 03. 09.     | 1200 pont                              | stratégia és szimuláció                                    | igen                       |
| TotemBall                                                                      | Strange Flavour                                                | 2006. 10. 04.     | 0 pont                                 | akció és kaland                                            | nem                        |
| Tower Bloxx Deluxe                                                             | Digital Chocolate                                              | 2009. 10. 21.     | 800 pont                               | fejtörő és műveltségi                                      | igen                       |
| Toy Soldiers                                                                   | Signal Studios                                                 | 2010. 03. 03.     | 1200 pont                              | akció és kaland                                            | igen                       |
| Toy Soldiers: Cold War                                                         | Signal Studios                                                 | 2011. 08. 17.     | 1200 pont                              | akció és kaland                                            | igen                       |
| Track & Field                                                                  | Konami/Digital Eclipse                                         | 2007. 08. 08.     | 400 pont                               | játéktermi klasszikus                                      | nem                        |
| Trenched                                                                       | Double Fine Productions                                        | 2011. 07. 22      | 1200 pont                              | akció és kaland                                            | nem                        |
| Trials HD                                                                      | RedLynx                                                        | 2009. 08. 12.     | 1200 pont                              | akció és kaland                                            | igen                       |
| Trigger Heart Exelica                                                          | Warashi                                                        | 2008. 02. 27.     | 800 pont                               | lövöldözős                                                 | nem                        |
| Tron                                                                           | Disney Interactive                                             | 2008. 01. 09.     | 400 pont                               | játéktermi klasszikus                                      | nem                        |
| Trouble Witches Neo!                                                           | SNK Playmore                                                   | 2011. 04. 27.     | 800 pont                               | lövöldözős                                                 | igen                       |
| Ugly Americans: Apocalypsegeddon                                               | Backbone Entertainment                                         | 2011. 08. 31.     | 800 pont                               | akció és kaland, szerepjáték, lövöldözős                   | igen                       |
| Ultimate Mortal Kombat 3                                                       | Midway Games/Digital Eclipse                                   | 2006. 10. 21.     | 400 pont                               | játéktermi klasszikus                                      | nem                        |
| Unbound Saga                                                                   | Vogster Entertainment                                          | 2010. 12. 01.     | 800 pont                               | akció és kaland                                            | igen                       |
| Undertow                                                                       | Chair Entertainment                                            | 2007. 11. 21.     | 800 pont                               | akció és kaland                                            | nem                        |
| Uno                                                                            | Carbonated Games                                               | 2006. 05. 09.     | 400 pont                               | kártya és táblás                                           | igen                       |
| Uno Rush                                                                       | Microsoft Game Studios                                         | 2009. 03. 25.     | 800 pont                               | kártya és táblás                                           | nem                        |
| Vandal Hearts: Flames of Judgment                                              | Konami                                                         | 2010. 01. 20.     | 1200 pont                              | szerepjáték                                                | igen                       |
| Vigilante 8 Arcade                                                             | Isopod Labs                                                    | 2008. 11. 05.     | 800 pont                               | akció és kaland                                            | igen                       |
| Voltron: Defender of the Universe                                              | Behaviour                                                      | 2011. 11. 30.     | 800 pont                               | lövöldözős                                                 | igen                       |
| Voodoo Dice                                                                    | Ubisoft                                                        | 2010. 05. 26.     | 800 pont                               | fejtörő és műveltségi                                      | nem                        |
| Wallace & Gromit's Grand Adventures Episode 1: Fright of the Bumblebees        | Telltale Games                                                 | 2009. 05. 27.     | 800 pont                               | családi                                                    | igen                       |
| Wallace & Gromit's Grand Adventures Episode 2: The Last Resort                 | Telltale Games                                                 | 2009. 11. 04.     | 800 pont                               | családi                                                    | igen                       |
| Wallace & Gromit's Grand Adventures Episode 3: Muzzled!                        | Telltale Games                                                 | 2009. 11. 04.     | 800 pont                               | családi                                                    | igen                       |
| Wallace & Gromit's Grand Adventures Episode 4: The Bogey Man                   | Telltale Games                                                 | 2009. 11. 04.     | 800 pont                               | családi                                                    | igen                       |
| War World                                                                      | Third Wave Games                                               | 2008. 10. 01.     | 800 pont                               | akció és kaland                                            | nem                        |
| Warhammer 40,000: Kill Team                                                    | THQ                                                            | 2011. 07. 13.     | 800 pont                               | akció és kaland                                            | igen                       |
| Warlords                                                                       | Stainless Games/Atari                                          | 2008. 05. 28.     | 400 pont                               | játéktermi klasszikus                                      | nem                        |
| Watchmen: The End Is Nigh - Part I                                             | Deadline Games                                                 | 2009. 03. 04.     | 1600 pont                              | akció és kaland                                            | igen                       |
| Watchmen: The End Is Nigh - Part II                                            | Deadline Games                                                 | 2009. 08. 26.     | 1200 pont                              | akció és kaland                                            | igen                       |
| Who Wants To Be A Millionaire? Special Editions                                | Deep Silver                                                    | 2011. 11. 13.     | 800 pont                               | családi                                                    | igen                       |
| Wik and the Fable of Souls                                                     | Reflexive Entertainment                                        | 2005. 12. 15.     | 800 pont                               | akció és kaland                                            | nem                        |
| Wing Commander Arena                                                           | Electronic Arts                                                | 2007. 07. 25.     | 800 pont                               | akció és kaland                                            | nem                        |
| Wits and Wagers                                                                | Hidden Path Entertainment                                      | 2008. 05. 07.     | 800 pont                               | kártya és táblás                                           | nem                        |
| Wolf of the Battlefield: Commando 3                                            | Backbone Entertainment/Capcom                                  | 2008. 06. 11.     | 800 pont                               | akció és kaland                                            | nem                        |
| Wolfenstein 3D                                                                 | id Software                                                    | 2009. 06. 03.     | 400 pont                               | akció és kaland                                            | nem                        |
| Word Puzzle                                                                    | InterServ                                                      | 2007. 11. 07.     | 800 pont                               | fejtörő és műveltségi                                      | nem                        |
| Worms                                                                          | Team 17                                                        | 2007. 03. 07.     | 400 pont                               | stratégia és szimuláció                                    | nem                        |
| Worms 2: Armageddon                                                            | Team 17                                                        | 2009. 07. 01.     | 800 pont                               | stratégia és szimuláció                                    | igen                       |
| Worms: Ultimate Mayhem                                                         | Team17                                                         | 2011. 09. 28.     | 1200 pont                              | akció és kaland, stratégia és szimuláció                   | igen                       |
| Xevious                                                                        | Namco Bandai Games                                             | 2007. 05. 23.     | 400 pont                               | játéktermi klasszikus                                      | nem                        |
| X-Men                                                                          | Konami                                                         | 2010. 12. 15.     | 800 pont                               | játéktermi klasszikus                                      | igen                       |
| Xotic                                                                          | Valcon Games                                                   | 2011. 11. 16.     | 800 pont                               | lövöldözős                                                 | igen                       |
| Yaris                                                                          | Castaway Entertainment/Backbone Emeryville                     | 2007. 10. 10.     | 0 pont                                 | verseny és repülés                                         | nem                        |
| Yars' Revenge                                                                  | Atari                                                          | 2011. 04. 13.     | 800 pont                               | akció és kaland                                            | igen                       |
| Yie Ar Kung-Fu                                                                 | Konami/Digital Eclipse                                         | 2007. 07. 18.     | 400 pont                               | játéktermi klasszikus                                      | nem                        |
| Yo-Ho Kablammo                                                                 | Canalside Studios                                              | 2009. 09. 02.     | 800 pont                               | akció és kaland                                            | igen                       |
| Yosumin! Live                                                                  | Square Enix                                                    | 2009. 05. 27.     | 800 pont                               | fejtörő és műveltségi                                      | igen                       |
| Yu-Gi-Oh! 5D's Decade Duels                                                    | Konami                                                         | 2010. 11. 03.     | 800 pont                               | akció és kaland                                            | igen                       |
| Zeit²                                                                          | Brightside Games                                               | 2011. 01. 12.     | 800 pont                               | akció és kaland                                            | igen                       |
| Zeno Clash: Ultimate Edition                                                   | ACE Team                                                       | 2010. 05. 05.     | 1200 pont                              | akció és kaland                                            | nem                        |
| Zombie Apocalypse                                                              | Konami                                                         | 2009. 09. 23.     | 800 pont                               | akció és kaland                                            | igen                       |
| Zombie Apocalypse: Never Die Alone                                             | Backbone Entertainment                                         | 2011. 10. 26.     | 800 pont                               | lövöldözős                                                 | igen                       |
| Zombie Wranglers                                                               | Frozen Codebase/Sierra Online                                  | 2009. 05. 06.     | 800 pont                               | akció és kaland                                            | igen                       |
| Zuma                                                                           | PopCap Games/CTXM                                              | 2005. 11. 22.     | 400 pont                               | fejtörő és műveltségi                                      | igen                       |